# Lago Ivanacker
El lago Ivanacker (en alemán: Ivanackersee) es un lago situado en el distrito de Llanura Lacustre Mecklemburguesa, en el estado de Mecklemburgo-Pomerania Occidental (Alemania), a una altitud de 39.5 metros; tiene un área de 97 hectáreas.